# Kaltenhof (Dassow)
Kaltenhof ist ein Ortsteil der Stadt Dassow im Landkreis Nordwestmecklenburg in Mecklenburg-Vorpommern.

## Geografie und Verkehrsanbindung
Kaltenhof liegt nördlich der Kernstadt Dassow an der Landesstraße L 01, der Kreisstraße K 45 und der B 105. Westlich des Ortes erstreckt sich der 784 ha große Dassower See, der in seinem gesamten Umfang vom 154 ha großen Naturschutzgebiet Uferzone Dassower See umschlossen wird.

## Sehenswürdigkeiten
In der Liste der Baudenkmale in Dassow sind für Kaltenhof zwei Baudenkmale aufgeführt:
- das Gutshaus (Brennereiweg)
- ein Wohnhaus auf dem Gelände einer alten Kiesgrube (Brennereiweg 17)